# Hemihyalea translucida
Hemihyalea translucida är en fjärilsart som beskrevs av Walker 1865. Hemihyalea translucida ingår i släktet Hemihyalea och familjen björnspinnare. Inga underarter finns listade i Catalogue of Life.